# 어저우시
어저우(악주, 중국어: 鄂州, 병음: Èzhōu)는 중화인민공화국 후베이성의 지급시이다.

## 지리
어저우는 후베이 성의 남동쪽, 우창(우한시의 남동부)의 동쪽의 장강(창강) 남쪽 기슭에 위치하고 강 건너 황강 시와 접한다. 우한과 황스 사이에 끼어있고 면적은 1,504 km2로 상대적으로 작은 편이다.

## 기후
| 어저우시의 기후                                               | 어저우시의 기후 | 어저우시의 기후 | 어저우시의 기후 | 어저우시의 기후 | 어저우시의 기후 | 어저우시의 기후 | 어저우시의 기후 | 어저우시의 기후 | 어저우시의 기후 | 어저우시의 기후 | 어저우시의 기후 | 어저우시의 기후 | 어저우시의 기후 |
| 월                                                            | 1월             | 2월             | 3월             | 4월             | 5월             | 6월             | 7월             | 8월             | 9월             | 10월            | 11월            | 12월            | 연간            |
| ------------------------------------------------------------- | --------------- | --------------- | --------------- | --------------- | --------------- | --------------- | --------------- | --------------- | --------------- | --------------- | --------------- | --------------- | --------------- |
| 역대 최고 기온 °C (°F)                                        | 22.6 (72.7)     | 29.7 (85.5)     | 32.5 (90.5)     | 34.5 (94.1)     | 36.2 (97.2)     | 37.8 (100.0)    | 40.6 (105.1)    | 39.9 (103.8)    | 38.5 (101.3)    | 35.6 (96.1)     | 29.4 (84.9)     | 23.5 (74.3)     | 40.6 (105.1)    |
| 일평균 최고 기온 °C (°F)                                      | 8.3 (46.9)      | 11.5 (52.7)     | 16.2 (61.2)     | 22.6 (72.7)     | 27.4 (81.3)     | 30.3 (86.5)     | 33.4 (92.1)     | 33.2 (91.8)     | 29.2 (84.6)     | 23.6 (74.5)     | 17.3 (63.1)     | 11.0 (51.8)     | 22.0 (71.6)     |
| 일일 평균 기온 °C (°F)                                        | 4.9 (40.8)      | 7.6 (45.7)      | 11.9 (53.4)     | 18.0 (64.4)     | 22.9 (73.2)     | 26.2 (79.2)     | 29.3 (84.7)     | 28.9 (84.0)     | 24.8 (76.6)     | 19.1 (66.4)     | 12.9 (55.2)     | 7.0 (44.6)      | 17.8 (64.0)     |
| 일평균 최저 기온 °C (°F)                                      | 2.2 (36.0)      | 4.6 (40.3)      | 8.6 (47.5)      | 14.3 (57.7)     | 19.2 (66.6)     | 23.0 (73.4)     | 26.0 (78.8)     | 25.5 (77.9)     | 21.4 (70.5)     | 15.7 (60.3)     | 9.6 (49.3)      | 4.1 (39.4)      | 14.5 (58.1)     |
| 역대 최저 기온 °C (°F)                                        | −6.0 (21.2)     | −5.1 (22.8)     | −1.5 (29.3)     | 3.7 (38.7)      | 9.1 (48.4)      | 13.8 (56.8)     | 19.3 (66.7)     | 17.5 (63.5)     | 12.4 (54.3)     | 5.0 (41.0)      | −2.5 (27.5)     | −6.7 (19.9)     | −6.7 (19.9)     |
| 평균 강수량 mm (인치)                                         | 61.7 (2.43)     | 76.8 (3.02)     | 103.1 (4.06)    | 150.4 (5.92)    | 166.8 (6.57)    | 223.6 (8.80)    | 234.4 (9.23)    | 120.6 (4.75)    | 73.2 (2.88)     | 66.7 (2.63)     | 57.7 (2.27)     | 36.9 (1.45)     | 1,371.9 (54.01) |
| 평균 강수일수 (≥ 0.1 mm)                                      | 10.8            | 11.4            | 14.0            | 12.9            | 12.4            | 13.0            | 12.4            | 10.5            | 7.5             | 8.7             | 9.0             | 7.8             | 130.4           |
| 평균 강설일수                                                 | 3.5             | 1.9             | 0.7             | 0               | 0               | 0               | 0               | 0               | 0               | 0               | 0.3             | 1.0             | 7.4             |
| 평균 상대 습도 (%)                                            | 76              | 75              | 75              | 74              | 74              | 79              | 77              | 76              | 74              | 74              | 75              | 73              | 75              |
| 평균 월간 일조시간                                            | 104.9           | 106.2           | 130.4           | 164.7           | 184.3           | 175.7           | 230.9           | 234.0           | 187.7           | 163.3           | 144.2           | 133.0           | 1,959.3         |
| 가능 일조율                                                   | 32              | 34              | 35              | 42              | 43              | 42              | 54              | 58              | 51              | 47              | 46              | 42              | 44              |
| 출처: 중국기상국 (평년값: 1991년~2020년, 극값: 1981년~2010년) |                 |                 |                 |                 |                 |                 |                 |                 |                 |                 |                 |                 |                 |

## 역사
어저우는 유구한 역사를 가지고 있다. 후한 때 "악(鄂)"이라는 이름이 주어졌고 악읍, 악군, 악현으로 불렸다. 행정 구역은 몇 차례 바뀌었지만 이름은 삼국시대 때까지 유지되었다. 삼국시대에 손권은 이곳을 오나라의 수도로 삼고 이름을 무창(武昌)으로 바꾸었다. 이 이름은 확실히 1914년까지 사용되었고 이웃한 도시인 우창과 이름이 같아 여행자들에게 혼란을 주었다.
1914년에 어청 현(鄂城县)으로 이름이 바뀌었고 1983년 8월 19일에 어저우 시가 설립되었다.
중국의 역사에 걸쳐 장강 중류의 전략적인 장소이자 정치적, 경제적, 군사적으로 중요한 도시로 남아있었다. 이곳은 또한 정토종 역사의 중요한 장소이다.

## 경제
어저우에는 창 강을 낀 6개의 항구가 있고 그 중 하나는 10000톤 이상의 배가 정박 가능하다. 많은 중요한 철로와 국도가 이 지역을 통과한다. 이 기반시설들은 이곳을 주요 병참기지이자 유통 중심으로 만들었다. 주요 산업으로 야금, 건자재, 방직, 화학, 기계가 있다.

## 행정 구역

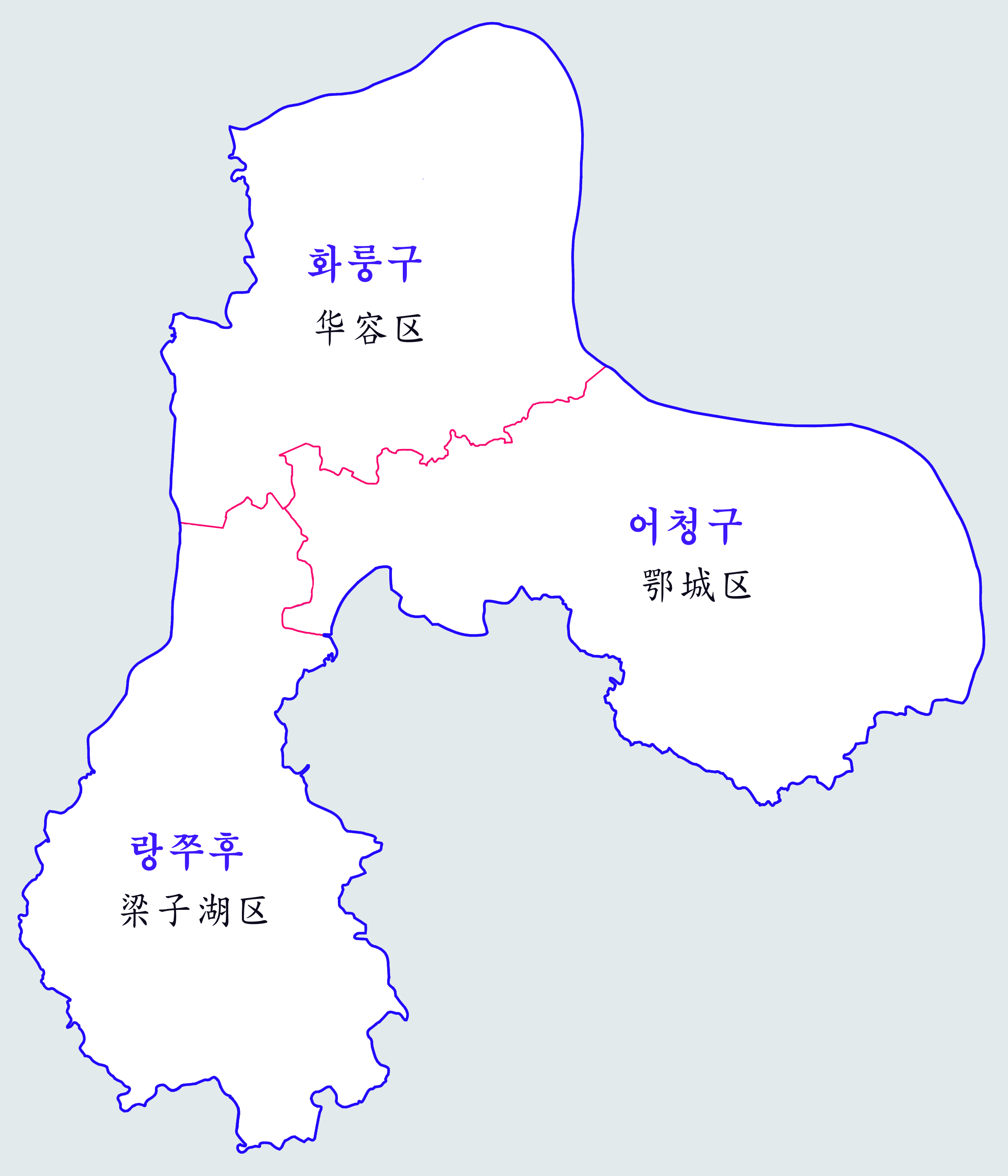
어저우시 현급구역

3개의 시할구를 관할한다.
- 어청 구(鄂城区)
- 화룽 구(华容区)
- 량쯔후 구(梁子湖区)